# Carlo Antonio Broggia

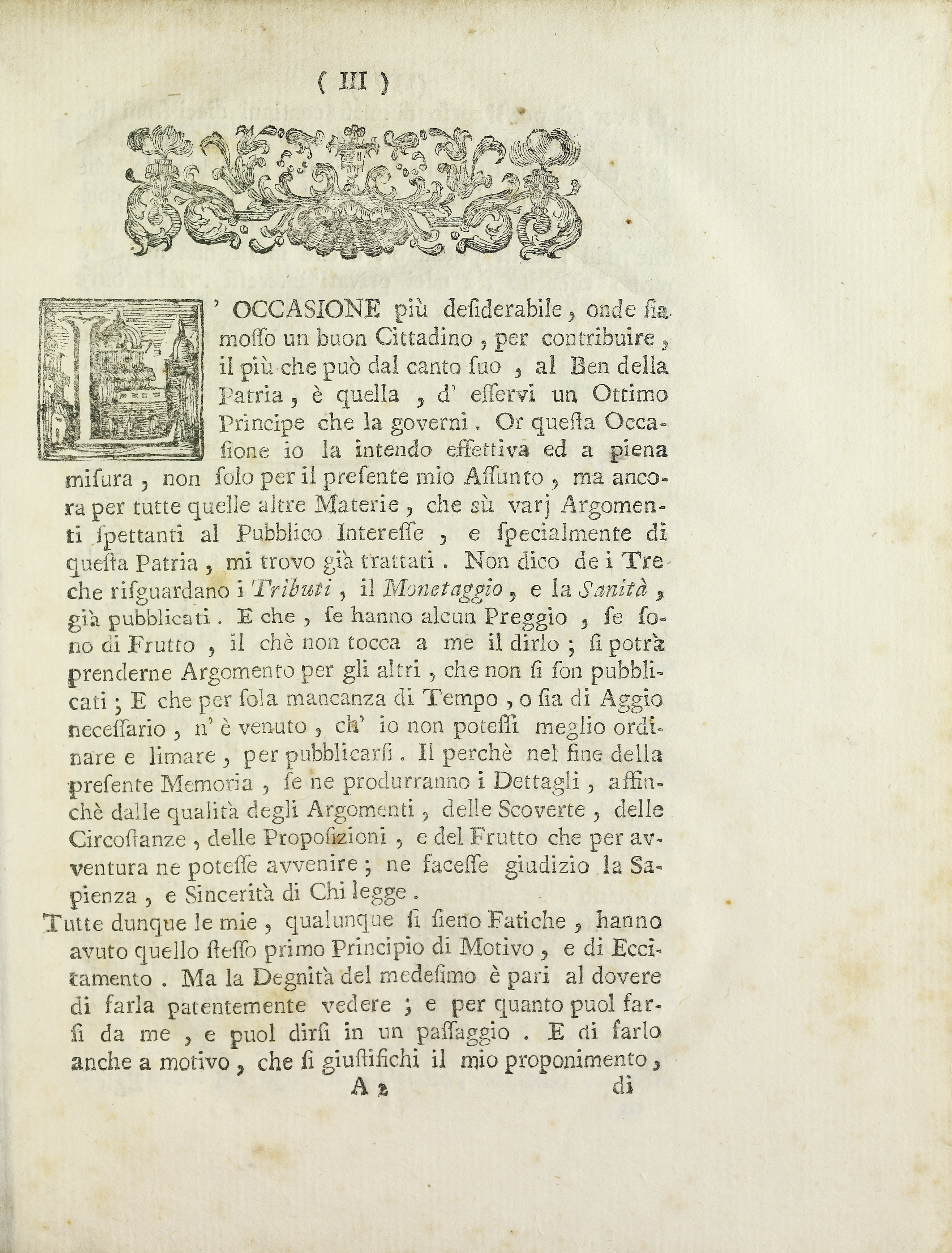
Incipit di Memoria ad oggetto di varie politiche ed economiche ragioni

Carlo Antonio Broggia (Napoli, 1698 – Napoli, settembre 1767) è stato un economista e mercante italiano, autore di numerose opere, riformatore e teorico dell'imposizione fiscale.

## Biografia
Figlio di secondo letto di Giuseppe, un ricco veneziano, rimase orfano dei genitori giovanissimo e venne affidato alla tutela delle sorelle.
Nel 1717 fu inviato a Venezia da uno zio sacerdote, dove restò per nove anni applicandosi all'apprendimento della mercatura e agli studi economici sotto la guida di Bartolomeo Intieri. In contrasto con gli intellettuali che all'Intieri facevano riferimento, se ne distaccò dedicandosi allo studio della filosofia di Paolo Mattia Doria e Giambattista Vico.
Nel 1726, dopo la morte dello zio, tornò a Napoli ed iniziò ad esercitare l'attività familiare di "aromatarius",ossia il commerciante all'ingrosso di articoli di drogheria. Egli esercitò l'attività mercantile a malincuore, solamente per dar da vivere alla sua numerosa famiglia. Spesso però gli studi lo distraevano a tal punto da non ricavare abbastanza denaro dal commercio, per questo cercò di assicurarsi un posto nell'amministrazione dello Stato per potersi così liberare delle incombenze commerciali e dedicarsi ai suoi interessi. Ma questa alternativa non si concretizzò.
Gli anni più intensi della sua formazione intellettuale furono quelli che vanno dal 1720 al 1740 in cui lesse di tutto: libri di storia, economia, finanza, medicina.
Nel 1729 scrisse due brevi trattati, rimasti inediti, dal titolo Dannosità dei porti franchi e Punti essenziali per l'erezione del commercio in Napoli.
Tra il 1738 e il 1744 scrisse La vita civil-economica, mai pubblicata e pervenuta in frammenti.
Nel 1742 scrisse la memoria Il ristoro della Spagna causato dalla libertà concessa alle nazioni amiche del commercio d'America, che non è  stata finora ritrovata, ma di cui Broggia ha lasciato un piccolo riassunto nel volume Memoria ad oggetto di varie politiche ed economiche ragioni.
Nel 1743 pubblicò la sua opera più nota, il Trattato de' tributi, delle monete e del governo politico della sanità, nella quale elaborò proposte per riformare il sistema tributario nel senso della distribuzione del carico fiscale in base alla capacità contributiva.
Nel 1754 scrisse Memoria ad oggetto di varie politiche ed economiche ragioni, opera nata dal suo dissenso per le politiche fiscali del Ministro Leopoldo De Gregorio. L'opera suscitò grandi polemiche nella corte napoletana che reagì violentemente, mandandolo in esilio a Pantelleria e successivamente a Palermo.
Nel 1757 scrisse Il ristoro di Pantelleria dove spiegò come risollevare le sorti dell'isola.
Tornato a Napoli nel 1761, scrisse Memoria contro il dazio del minutillo, nella quale espresse come già aveva fatto in passato, la sua contrarietà ai dazi sulle esportazioni per i possibili danni alle manifatture e al commercio napoletano.

## Opere
- Trattato de' tributi, delle monete, e del governo politico della sanità. Opera di stato, e di commercio, di polizia, e di finanza, Napoli, 1743.
- Memoria ad oggetto di varie politiche ed economiche ragioni e temi di utili raccordi che in causa del monetaggio di Napoli s'espongono e propongono, Napoli, 1754.